# Relations entre l'Autriche et la Finlande
Les relations entre l'Autriche et la Finlande sont les relations bilatérales de l'Autriche et de la Finlande, deux États membres de l'Union européenne.

## Histoire

### XXesiècle

#### Fin de la Première Guerre mondiale, entre-deux guerres et Seconde Guerre mondiale (1917-1947)
La Finlande prit son indépendance en 1917, or, à cette date, la Première Guerre mondiale était toujours en cours et, par conséquent, l'Autriche-Hongrie et la Finlande étaient en guerre. Ce n'est que vers la fin de la guerre, le 28 janvier 1918, que l'Autriche-Hongrie reconnut la Finlande. Le traité de paix entre les deux pays fut signé le 29 mai 1918 à Berlin. Les relations furent officiellement établies avec l'Autriche après la dissolution de l'Autriche-Hongrie.
Les relations diplomatiques entre les deux pays prirent fin avec l'intégration de l'Autriche au Troisième Reich dans le cadre de l'Anschluss.

#### Après-guerre
Après le retour à l'indépendance de l'Autriche, des discussions eurent lieu entre 1947 et 1948 afin de rétablir des relations diplomatiques et permettre le retour des ambassadeurs. Toutefois, la question du rétablissement des relations ne put être tranchée car les relations diplomatiques étaient alors encore de la compétence du Conseil de contrôle allié. Finalement, le Conseil accepta le rétablissement des relations diplomatiques le 4 mars 1949.

#### Adhésions aux Communautés européennes
Les deux pays ont intégré l'Union européenne le 1er janvier 1995.

## Sources

## Compléments